# Weihertalkopf
Das Naturschutzgebiet Weihertalkopf liegt im Landkreis Südwestpfalz in Rheinland-Pfalz. Das etwa 20 ha große Gebiet, das im Jahr 2003 unter Naturschutz gestellt wurde, erstreckt sich westlich der Ortsgemeinde Nünschweiler direkt an der am nördlichen Rand verlaufenden Landesstraße 471. Unweit südlich des Gebietes verläuft die A 8.
Schutzzweck ist die Erhaltung, Entwicklung und Wiederherstellung insbesondere von Kalkmagerrasen sowie von Extensivgrünland und die Erhaltung von standorttypischen Gehölzen, Hecken, Wald- und Waldsaumbereichen, u. a. als Kernbereiche eines vernetzten Biotopsystems der Kalkmagerrasen des Zweibrücker Hügellandes.